# La La Land (banda sonora)
La banda sonora de La La Land és la banda sonora de la pel·lícula de 2016 La La Land. La banda sonora va ser publicada mitjançant Interscope Records el 9 de desembre de 2016. L'àlbum va arribar al número 2 del Billboard 200 dels Estats Units, i al número 1 del UK Albums Chart. A la 89a edició dels premis Oscar, la pel·lícula va guanyar els Oscars a la millor banda sonora i a la millor cançó original per "City of Stars".

## Llistat de cançons
| 1.            | «Another Day of Sun»                             | Repartiment de La La Land                                   | 3:48  |
| 2.            | «Someone in the Crowd»                           | Emma Stone, Callie Hernandez, Sonoya Mizuno i Jessica Rothe | 4:20  |
| 3.            | «Mia & Sebastian's Theme»                        | Justin Hurwitz                                              | 1:38  |
| 4.            | «A Lovely Night»                                 | Ryan Gosling i Emma Stone                                   | 3:57  |
| 5.            | «Herman's Habit»                                 | Justin Hurwitz                                              | 1:52  |
| 6.            | «City of Stars»                                  | Ryan Gosling                                                | 1:51  |
| 7.            | «Planetarium»                                    | Justin Hurwitz                                              | 4:17  |
| 8.            | «Summer Montage / Madeline»                      | Justin Hurwitz                                              | 2:05  |
| 9.            | «City of Stars»                                  | Ryan Gosling i Emma Stone                                   | 2:30  |
| 10.           | «Start a Fire»                                   | John Legend                                                 | 3:12  |
| 11.           | «Engagement Party»                               | Justin Hurwitz                                              | 1:27  |
| 12.           | «Audition (The Fools Who Dream)»                 | Emma Stone                                                  | 3:48  |
| 13.           | «Epilogue»                                       | Justin Hurwitz                                              | 7:39  |
| 14.           | «The End»                                        | Justin Hurwitz                                              | 0:46  |
| 15.           | «City of Stars (Humming)» (featuring Emma Stone) | Justin Hurwitz                                              | 2:43  |
| Durada total: | Durada total:                                    | Durada total:                                               | 45:53 |

| 1.            | «Mia Gets Home»                                                                 | Justin Hurwitz | 0:27  |
| 2.            | «Bathroom Mirror / You're Coming Right?»                                        | Justin Hurwitz | 1:23  |
| 3.            | «Classic Rope-a-Dope»                                                           | Justin Hurwitz | 0:45  |
| 4.            | «Mia & Sebastian's Theme»                                                       | Justin Hurwitz | 1:37  |
| 5.            | «Stroll up the Hill»                                                            | Justin Hurwitz | 0:49  |
| 6.            | «There the Whole Time / Twirl»                                                  | Justin Hurwitz | 0:44  |
| 7.            | «Bogart & Bergman»                                                              | Justin Hurwitz | 2:11  |
| 8.            | «Mia Hates Jazz»                                                                | Justin Hurwitz | 1:10  |
| 9.            | «Herman's Habit»                                                                | Justin Hurwitz | 1:52  |
| 10.           | «Rialto at Ten»                                                                 | Justin Hurwitz | 1:38  |
| 11.           | «Rialto»                                                                        | Justin Hurwitz | 0:28  |
| 12.           | «Mia & Sebastian's Theme (Late for the Date)»                                   | Justin Hurwitz | 1:30  |
| 13.           | «Planetarium»                                                                   | Justin Hurwitz | 4:19  |
| 14.           | «Holy Hell»                                                                     | Justin Hurwitz | 0:42  |
| 15.           | «Summer Montage / Madeline»                                                     | Justin Hurwitz | 2:04  |
| 16.           | «It Pays»                                                                       | Justin Hurwitz | 2:12  |
| 17.           | «Chicken on a Stick»                                                            | Justin Hurwitz | 1:40  |
| 18.           | «City of Stars / May Finally Come True» (featuring Ryan Gosling and Emma Stone) | Justin Hurwitz | 4:18  |
| 19.           | «Chinatown»                                                                     | Justin Hurwitz | 1:23  |
| 20.           | «Surprise»                                                                      | Justin Hurwitz | 1:30  |
| 21.           | «Boise»                                                                         | Justin Hurwitz | 1:13  |
| 22.           | «Missed the Play»                                                               | Justin Hurwitz | 0:36  |
| 23.           | «It's Over / Engagement Party»                                                  | Justin Hurwitz | 1:35  |
| 24.           | «The House in Front of the Library»                                             | Justin Hurwitz | 0:31  |
| 25.           | «You Love Jazz Now»                                                             | Justin Hurwitz | 0:51  |
| 26.           | «Cincinnati»                                                                    | Justin Hurwitz | 2:06  |
| 27.           | «Epilogue»                                                                      | Justin Hurwitz | 7:39  |
| 28.           | «The End»                                                                       | Justin Hurwitz | 0:46  |
| 29.           | «Credits»                                                                       | Justin Hurwitz | 3:40  |
| 30.           | «Mia & Sebastian's Theme (Celesta)»                                             | Justin Hurwitz | 1:28  |
| Durada total: | Durada total:                                                                   | Durada total:  | 53:07 |

| 1.            | «Another Day of Sun (With Radios)»                                              | La La Land Cast                                             | 4:34  |
| 2.            | «Mia Gets Home»                                                                 | Justin Hurwitz                                              | 0:24  |
| 3.            | «Bathroom Mirror / You're Coming Right?»                                        | Justin Hurwitz                                              | 1:19  |
| 4.            | «Someone in the Crowd»                                                          | Emma Stone, Callie Hernandez, Sonoya Mizuno i Jessica Rothe | 4:19  |
| 5.            | «Classic Rope-a-Dope»                                                           | Justin Hurwitz                                              | 0:46  |
| 6.            | «Japanese Folk Song»                                                            | Thelonious Monk                                             | 1:40  |
| 7.            | «Deck the Halls»                                                                | Justin Hurwitz                                              | 0:32  |
| 8.            | «Mia & Sebastian's Theme»                                                       | Justin Hurwitz                                              | 1:38  |
| 9.            | «Take on Me»                                                                    | D.A.                                                        | 3:00  |
| 10.           | «I Ran»                                                                         | D.A.                                                        | 3:37  |
| 11.           | «Stroll up the Hill»                                                            | Justin Hurwitz                                              | 0:45  |
| 12.           | «A Lovely Night»                                                                | Ryan Gosling and Emma Stone                                 | 4:00  |
| 13.           | «There the Whole Time / Twirl»                                                  | Justin Hurwitz                                              | 0:44  |
| 14.           | «Bogart & Bergman»                                                              | Justin Hurwitz                                              | 2:11  |
| 15.           | «Mia Hates Jazz»                                                                | Justin Hurwitz                                              | 1:10  |
| 16.           | «Herman's Habit»                                                                | Justin Hurwitz                                              | 1:51  |
| 17.           | «Rialto at Ten»                                                                 | Justin Hurwitz                                              | 1:38  |
| 18.           | «City of Stars»                                                                 | Ryan Gosling                                                | 1:51  |
| 19.           | «Rialto»                                                                        | Justin Hurwitz                                              | 0:28  |
| 20.           | «Mia & Sebastian's Theme (Late for the Date)»                                   | Justin Hurwitz                                              | 1:30  |
| 21.           | «Planetarium»                                                                   | Justin Hurwitz                                              | 4:20  |
| 22.           | «Holy Hell!»                                                                    | Justin Hurwitz                                              | 0:42  |
| 23.           | «Summer Montage / Madeline»                                                     | Justin Hurwitz                                              | 2:04  |
| 24.           | «It Pays»                                                                       | Justin Hurwitz                                              | 2:12  |
| 25.           | «Chicken on a Stick»                                                            | Justin Hurwitz                                              | 1:39  |
| 26.           | «Messengers Rehearsal»                                                          | The Messengers                                              | 1:02  |
| 27.           | «City of Stars / May Finally Come True» (featuring Ryan Gosling and Emma Stone) | Justin Hurwitz                                              | 4:10  |
| 28.           | «Start a Fire»                                                                  | John Legend                                                 | 3:11  |
| 29.           | «Chinatown»                                                                     | Justin Hurwitz                                              | 1:22  |
| 30.           | «Surprise»                                                                      | Justin Hurwitz                                              | 1:30  |
| 31.           | «Boise»                                                                         | Justin Hurwitz                                              | 1:14  |
| 32.           | «Missed the Play»                                                               | Justin Hurwitz                                              | 0:37  |
| 33.           | «It's Over / Engagement Party»                                                  | Justin Hurwitz                                              | 1:35  |
| 34.           | «The House in Front of the Library»                                             | Justin Hurwitz                                              | 0:31  |
| 35.           | «Audition (The Fools Who Dream)»                                                | Emma Stone                                                  | 4:12  |
| 36.           | «You Love Jazz Now»                                                             | Justin Hurwitz                                              | 0:51  |
| 37.           | «Cincinnati»                                                                    | Justin Hurwitz                                              | 2:06  |
| 38.           | «Epilogue»                                                                      | Justin Hurwitz                                              | 7:41  |
| 39.           | «The End»                                                                       | Justin Hurwitz                                              | 0:45  |
| 40.           | «Credits»                                                                       | Justin Hurwitz                                              | 3:39  |
| 41.           | «City of Stars (Humming)» (featuring Emma Stone)                                | Justin Hurwitz                                              | 2:40  |
| 42.           | «Mia & Sebastian's Theme (Celesta)»                                             | Justin Hurwitz                                              | 1:26  |
| 43.           | «Silent Night»                                                                  | Eddie Wakes                                                 | 2:47  |
| 44.           | «Audition (The Fools Who Dream) (Studio Version)»                               | Emma Stone                                                  | 3:29  |
| Durada total: | Durada total:                                                                   | Durada total:                                               | 93:42 |